# Nikos Machlas
Nikolaos Machlas, detto Nikos (in greco Νίκος Μαχλάς?; Candia, 16 giugno 1973), è un ex calciatore e dirigente sportivo greco, di ruolo attaccante, direttore sportivo dell'OFI Creta.

## Carriera

### Club
Nikos cominciò la sua carriera nell'OFI Creta, squadra con la quale esordì nel 1991 contro il Panionios. Rimase all'OFI per sei stagioni prima di andare agli olandesi del Vitesse Arnhem nel 1996.
Alla prima stagione in Eredivisie Machlas segnò solo 8 gol in 29 partite, ma al secondo anno ne realizzò ben 34 in sole 32 partite. Questo bottino gli valse l'assegnazione della Scarpa d'oro nella stagione 1997-1998. Fu acquistato dall'Ajax, una delle tre grandi, nel giugno 1999, dopo aver messo a segno 60 gol in 92 gare per il Vitesse.
La spesa di 7,6 milioni di $ da parte dell'Ajax per averlo divenne all'epoca la cifra più alta mai spesa dai Lancieri per un giocatore. Nonostante i 38 gol in 74 partite di Eredivisie in tre stagioni, il suo numero di realizzazioni non fu ritenuto sufficiente dagli esigenti tifosi dell'Ajax e dallo staff tecnico. D'altronde la squadra era entrata in un periodo di transizione povero di vittorie e Machlas ebbe tre diversi allenatori in altrettanti anni.
Il suo posto fisso come attaccante venne messo in discussione dall'allenatore Ronald Koeman, che gli preferiva le giovani punte Zlatan Ibrahimović e Mido. Ciò nonostante, i suoi 12 gol nella stagione 2001-2002 furono importanti nella rincorsa al primo titolo nazionale in quattro anni. L'Ajax in quella stagione vinse anche la KNVB beker, realizzando l'accoppiata. All'inizio della stagione 2002-2003, Koeman fece capire a Machlas che non ci sarebbe stato più posto per lui nell'attacco dell'Ajax e così il greco venne "retrocesso" a giocare partite di allenamento e gare con la primavera.
Dopo un breve periodo nelle giovanili dell'Ajax, scelse di trasferirsi in prestito al Siviglia per il resto della stagione. La sua permanenza in Spagna si rivelò ugualmente infelice. Mise a segno solo 2 gol in 14 presenze e fu arrestato per comportamento aggressivo verso un poliziotto dopo essere stato multato per eccesso di velocità. Prima del rientro all'Ajax, il suo contratto era scaduto, nel luglio 2003. Quindi firmò per la squadra greca dell'Iraklis di Salonicco, segnando 10 reti in 26 gare, prima di tornare al suo primo club, l'OFI Creta. Prima della scadenza del suo contratto e dopo dei conflitti con il presidente dell'OFI, si trasferì all'Apoel Nicosia, a Cipro, con un contratto di un anno.

### Ritiro
Il 17 maggio 2008 ha annunciato il suo ritiro.

### Nazionale
Machlas accumulò 60 presenze per la Grecia e segnò 18 reti. Inoltre mise a segno, all'età di soli 21 anni e alla sua terza presenza in nazionale, l'importantissimo e decisivo gol contro la Russia che permise alla Grecia di qualificarsi al mondiale del 1994 negli USA. In quel torneo, comunque, la Grecia perse tutti e tre match della fase a gironi con Argentina, Nigeria e Bulgaria e non riuscì a segnare nemmeno un gol. Giocò la sua ultima gara per la Grecia contro la Svezia nel febbraio 2002.

## Palmarès

### Club
- Campionato olandese: 1

Ajax: 2001-2002
- Coppa dei Paesi Bassi: 1

Ajax: 2001-2002
- Coppa di Cipro: 2

APOEL: 2005-2006, 2007-2008
- Campionato cipriota: 1

APOEL: 2006-2007

### Individuale
- Capocannoniere della Eredivisie: 1

1997-1998 (34 gol)
- Scarpa d'oro: 1

1997-1998